# Robin Shou
Robin Shou (Hongkong, 1960. július 17. –) hongkongi születésű amerikai harcművész, kaszkadőr és színész. Legismertebb szerepe Liu Kang a Mortal Kombat és Mortal Kombat 2. – A második menet című filmekben.

## Élete és pályafutása
Shou Wan Por néven született Hongkongban. Tízéves volt, amikor családjával követte édesapját Amerikába. Los Angeles mai koreai negyedében laktak egy egyszobás lakásban. Először karatézni tanult, majd Jet Li Shaolin templom című filmjének hatására kezdett el vusuval foglalkozni, de a hagyományos ökölvívásban is jártas. Egy hongkongi vakáció során fedezték fel egy edzőteremben és elhívták szereplőválogatásra.

## Filmográfia

### Film
| Év   | Magyar cím                             | Eredeti cím                                       | Szerep                             | Magyar hang     |
| ---- | -------------------------------------- | ------------------------------------------------- | ---------------------------------- | --------------- |
| 1987 |                                        | The Big Brother                                   | Robin                              |                 |
| 1988 |                                        | City War                                          | gyilkos                            |                 |
| 1989 |                                        | Death Cage                                        | Lan-si Han                         |                 |
| 1990 |                                        | Tiger Cage 2                                      | Waise Chow                         |                 |
| 1990 |                                        | Fatal Termination                                 | Wai Loong                          |                 |
| 1991 |                                        | Eastern Heroes                                    | Hawk                               |                 |
| 1992 |                                        | Interpol Connection                               | N/A                                |                 |
| 1992 |                                        | Magdaleno Orbos: Sa Kuko ng Mga Lawin             | N/A                                |                 |
| 1992 |                                        | Black Cat II                                      | Robin                              |                 |
| 1992 | Kung-fu nővérek (Becsület és dicsőség) | Zong heng tian xia                                | Dragon Lee                         | Németh Gábor    |
| 1992 | Kung-fu nővérek (Becsület és dicsőség) | Zong heng tian xia                                | Dragon Lee                         | Janovics Sándor |
| 1993 |                                        | Bloody Mary Killer                                | N/A                                |                 |
| 1994 |                                        | The Most Wanted                                   | bandavezér                         |                 |
| 1995 | Mortal Kombat                          | Mortal Kombat                                     | Liu Kang                           | Lippai László   |
| 1997 | Mortal Kombat 2. – A második menet     | Mortal Kombat Annihilation                        | Liu Kang                           | Welker Gábor    |
| 1997 | Beverly Hills-i nindzsa                | Beverly Hills Ninja                               | Gobei                              | Viczián Ottó    |
| 2003 |                                        | Red Trousers - The Life of the Hong Kong Stuntmen | Evan / Narrátor / Önmaga           |                 |
| 2006 |                                        | 18 Fingers of Death!                              | Jackie Chong                       |                 |
| 2006 | DOA: Élve vagy halva                   | DOA: Dead or Alive                                | kalóz                              |                 |
| 2008 | Halálfutam                             | Death Race                                        | 14K                                |                 |
| 2009 | Street Fighter – Chun-Li legendája     | Street Fighter: The Legend of Chun-Li             | Gen                                | Kossuth Gábor   |
| 2010 | Halálfutam 2.                          | Death Race 2                                      | 14K                                |                 |
| 2011 |                                        | Mortal Enemies                                    | Sunny                              |                 |
| 2013 | Halálfutam: A pokol tüze               | Death Race 3: Inferno                             | 14K                                | Bor László      |
| 2014 |                                        | Black Tiger: Hunter Hunted (rövidfilm)            | Pacific "Pac" Fong / Fekete tigris |                 |
| 2015 |                                        | Earthbound (rövidfilm)                            | N/A                                |                 |
| TBA  |                                        | Dead Mule Suitcase                                | Jack Lam                           |                 |

### Televízió
| Év   | Cím                   | Szerep                | Megjegyzés |
| ---- | --------------------- | --------------------- | ---------- |
| 1990 | Yellowthread Street   | Tony Siu              | 1 epizód   |
| 1990 | Forbidden Nights      | Liang Heng            | tévéfilm   |
| 1992 | Soldier Soldier       | Feng újságíró         | 1 epizód   |
| 1998 | The Outer Limits      | Ronald Neguchi őrnagy | 1 epizód   |
| 2009 | Cold Case             | Bo-Lin Chen (1983)    | 1 epizód   |
| TBA  | Way of the Empty Hand | főnök                 | tévéfilm   |

### Videójáték
| Év   | Cím           | Szerep                         |
| ---- | ------------- | ------------------------------ |
| 2012 | Sleeping Dogs | Conroy Wu / Roland Ho (hangja) |